# Magyar Kupa (calcio a 5)
La Magyar Kupa è una competizione calcettistica riservata a squadre maschili affiliate alla Federazione calcistica dell'Ungheria, ente organizzatore della manifestazione. È il secondo torneo di calcio a 5 per importanza dopo la massima divisione del campionato ungherese di calcio a 5.

## Storia
Come il campionato nazionale, anche la Coppa d'Ungheria è stata istituita nel 1993. Il vincitore della prima edizione è stato il Balox Lőrinc. La competizione non si è svolta nelle stagioni 1996-1997 e 1997-1998.

## Albo d'oro
- 1993:  Lőrinc (1)
- 1994:  Apenta Nestlé (1)
- 1995:  Aramis (1)
- 1995-1996:  Egri Fiuk Lofi BT (1)
- 1996-1997: non disputata
- 1997-1998: non disputata
- 1998-1999:  Aramis (2)
- 1999-2000:  Aramis (3)
- 2000-2001:  Cső-Montage BFC (1)
- 2001-2002:  Cső-Montage BFC (2)
- 2002-2003:  Cső-Montage BFC (3)
- 2003-2004:  Rubeola (1)
- 2004-2005:  Aramis (4)
- 2005-2006:  Gödöllő (1)
- 2006-2007:  Gödöllő (2)

- 2007-2008:  Aramis (5)
- 2008-2009:  MVFC (1)
- 2009-2010:  Győri ETO (1)
- 2010-2011:  Győri ETO (2)
- 2011-2012:  MVFC (2)
- 2012-2013:  Győri ETO (3)
- 2013-2014:  Győri ETO (4)
- 2014-2015:  Győri ETO (5)
- 2015-2016:  Győri ETO (6)
- 2016-2017:  Győri ETO (7)
- 2017-2018:  Haladás (1)
- 2018-2019:  MVFC (3)
- 2019-2020:  Haladás (2)
- 2020-2021:  Veszprém (1)
- 2021-2022:  Haladás (3)

- 2022-2023:  Haladás (4)
- 2023-2024:  Haladás (5)
- 2024-2025:  MVFC (4)